# Казарма 20 км
Казарма 20 км — посёлок в городском округе город Орск Оренбургской области России. Проживают казахи 

## География
Находится на расстоянии примерно 21 километр по прямой на восток от центра города Орск. Административно относится к Советскому району Орска. Находится у административной границы с Новоорским районом.
Климат
континентальный с теплым летом, холодной зимой и недостаточным увлажнением в течение года. Среднемесячная температура наиболее холодного месяца (января) — 16,4о, наиболее теплого (июля) — 21,3о. Абсолютный максимум температуры составляет — 42о, абсолютный минимум — 44о. Продолжительность безморозного периода 132 суток. В течение года преобладают западные направления ветра. Зимой возрастает роль юго-западных и северо-восточных ветров, летом северо-западных и северных направлений. Среднегодовая скорость ветра 8,8 м/сек. В течение года наблюдается около 20 дней с туманом.

## История
Название свое получил в связи с постройкой железной дороги Домбаровского направления. Казарма построена в 1930 году для проживания обслуживающего персонала железной дороги. В настоящее время здесь расположены 4 одноэтажных многоквартирных дома (на 2-4 хозяев), которые построены из шпал и кирпича.

## Население
| 2010 |
| ---- |
| 30   |

Национальный состав
Согласно результатам переписи 2002 года, в национальной структуре населения казахи составляли 100 % от 19 чел.

## Инфраструктура
Путевое хозяйство. Действует остановочный пункт 20 км

## Транспорт
В пешей доступности остановка общественного транспорта «Поворот на Крыловку».
Автомобильный и железнодорожный транспорт.